# Amegilla vegeta
Amegilla vegeta är en biart som först beskrevs av Charles Thomas Bingham 1896.  Amegilla vegeta ingår i släktet Amegilla och familjen långtungebin. Inga underarter finns listade i Catalogue of Life.